# Zdeňka Podkapová
Zdeňka Podkapová (Brno, 6 de agosto de 1977) es una modelo de glamour, actriz pornográfica y antigua gimnasta profesional checa. Fue elegida Pet del año 2001 de la revista Penthouse.

## Biografía
Gimnasta profesional durante más de diez años y campeona nacional del equipo checo en cuatro ocasiones.
Tras abandonar su carrera de gimnasta, comenzó a estudiar ciencias económicas. No se encontraba entre sus aspiraciones: llegar a ser modelo. A los 18 años, un día que se encontraba corriendo en un parque, se la acercó un fotógrafo que le ofreció la posibilidad de posar y ser modelo. Ella lo rechazó ya que aún no había terminado sus estudios. Aparte de que no confió demasiado en él.
Sin embargo, tras finalizar sus estudios, contactó con él y realizó varias sesiones de prueba. En ese momento, no estaba totalmente convencida de sus posibilidades, pero al fotógrafo le gustaba mucho su “look” y decidió tomárselo en serio.
Realizó su primera sesión de fotos profesional en octubre de 1996 en Gran Canaria durante dos semanas. De vuelta a la República Checa comenzó a colaborar con este fotógrafo no sólo como modelo sino como secretaria y maquilladora durante dos años. Tras ese tiempo, decidió probar suerte y contacto con la revista erótica estadounidense Penthouse. Allí decidieron contratarla y se trasladó a Estados Unidos.
Sus primeras fotos para Penthouse EE. UU. fueron publicadas en abril de 1999, siendo elegida “Pet” del mes. Dos años más tarde, en 2001, ganó el concurso Penthouse Pet del año.
Nunca pensó que pudiera ganar. Fue una gran sorpresa para ella y lloro como un bebé.
Fue la primera chica en la historia de la República Checa y la segunda Europea en ganar el título Pet del Año.

## Filmografía
- Mark of the Whip 2 — 2010
- The Hottest Women on Earth (Mystique) — 2006
- Zdenka & Friends — 2005
- May Girls of IVOLT — 2002
- Hot Body Competition: Hotties of the Year — 2001
- Penthouse: Pet of the Year — 2001
- Decadence (Andrew Blake) — 2000
- Hot Body Competition: Ultimate Thong-a-thon — 2000
- Secret Paris (Andrew Blake) — 2000
- Penthouse Pet of the Year Play-Off 2001 — 2000